# Forêts de Bretagne
Pour un article plus général, voir géographie de la Bretagne.

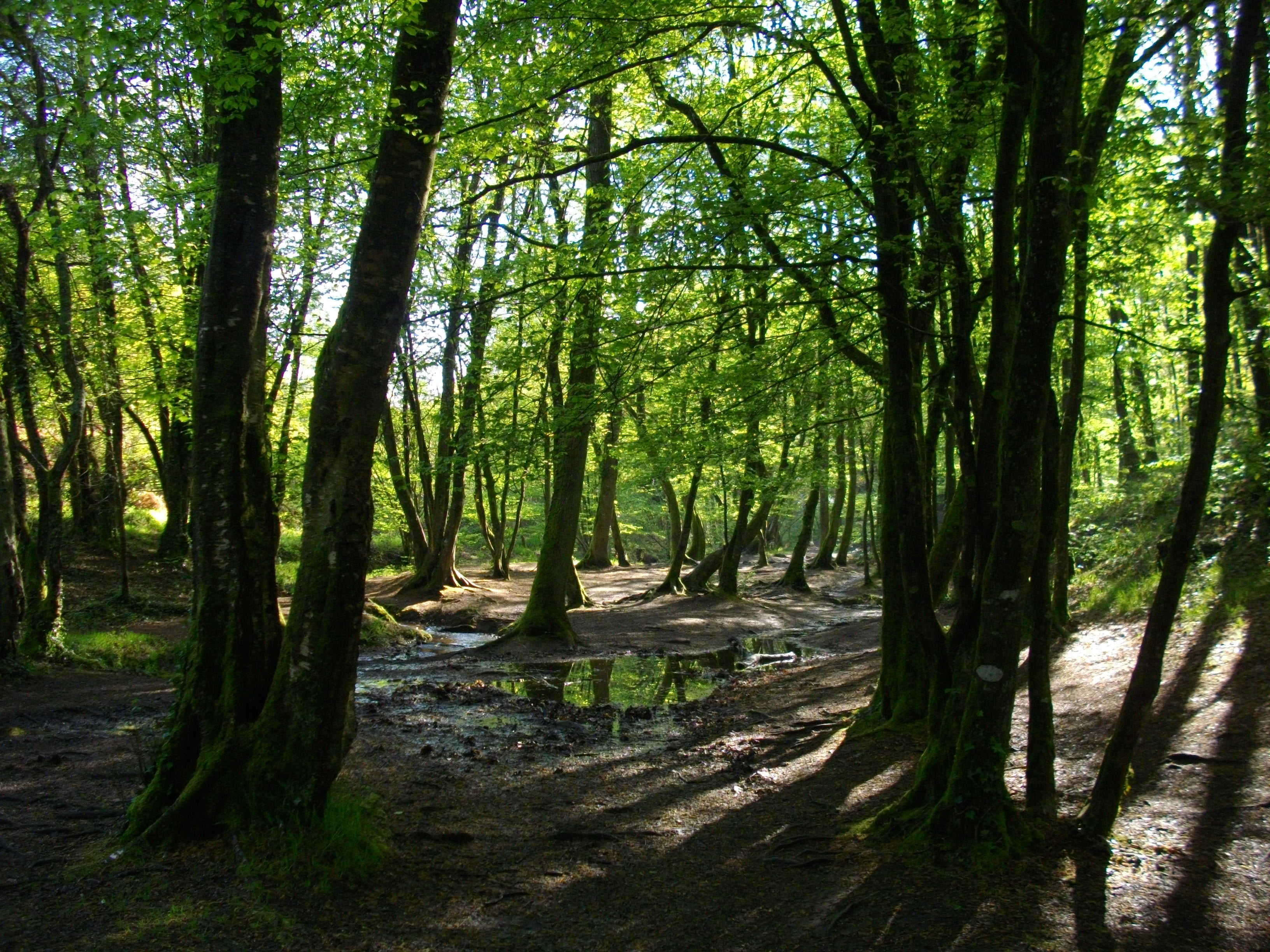
Forêt de Paimpont.

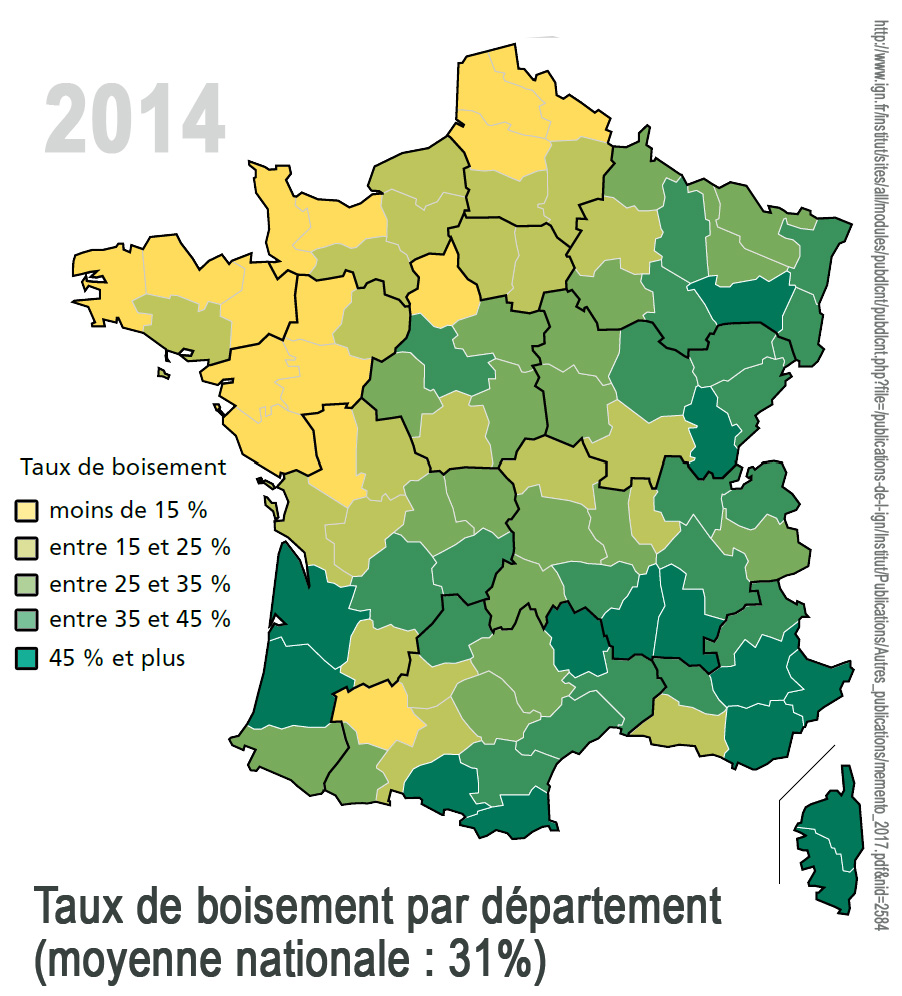
La forêt bretonne a un taux de boisement moyen de 14 %, ce qui fait de la Bretagne une des régions les moins forestières de France.

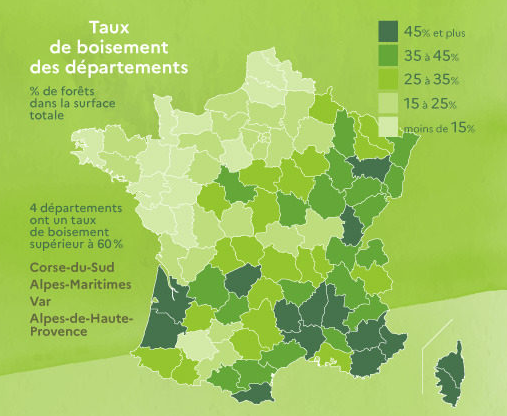
Le taux de boisement des départements bretons est de 17 % pour le Morbihan, 13 % pour les Côtes-d'Armor, 12 % pour le Finistère et 10 % pour l'Ille-et-Vilaine.

Les forêts de Bretagne sont riches en histoire, mythologie et biodiversité. Elle sont en recul depuis l'âge du fer du fait des défrichements qui ont eu lieu depuis lors. La superficie forestière de la Bretagne historique est donc moindre que celle d'autres régions de France, notamment dans l'est du pays et on ne trouve pas de très grandes forêts : la plus importante, la forêt de Paimpont, avec 90 km 2, vient au vingtième rang des forêts françaises.

## Idées reçues sur la forêt gauloise
L'idée de la grande sylve centrale et primitive d'Armorique est un mythe qui « semble tout à fait rejoindre celle de l'immense forêt qui aurait couvert la Gaule tout entière au moment de sa conquête par César ».

## Caractéristiques des forêts bretonnes

### Du point de vue des superficies
Leur superficie totale de 357 000 hectares (3570 km²) et 90 % de cette superficie relève de propriétés privées.
Avec un taux de boisement moyen de 14 %, la région est peu forestière au regard du taux de boisement moyen du territoire métropolitain (30 %), tandis que les landes représentent 69 000 ha. L’essentiel des territoires (près de 75 %) est consacré à l'agriculture et le bocage constitue le « fonds du paysage » breton.

### Du point de vue des essences forestières
Les forêts à dominante de feuillus ne représentant que 1,4 % des paysages et les forêts à dominante de résineux 2 %.
Les essences feuillues représentent 62 % du volume sur pied de la région. Le chêne pédonculé est l’essence dominante (plus du quart du volume sur pied), devant le châtaignier (11 %), le hêtre (8 %), le bouleau et les saules. Les essences résineuses représentent 38 % du volume sur pied de la région.
Le pin maritime est la première essence résineuse de la région et la deuxième essence régionale (14 %). L’épicéa de Sitka, essence de reboisement promue notamment au travers du Fonds Forestier National (FFN) est la deuxième essence résineuse (8 %), devant le pin
sylvestre (5 %).

## Principales forêts bretonnes
La forêt bretonne est morcelée. Seulement une dizaine de massifs forestiers dépassent 2 000 ha (20 km²).
Les principales forêts de Bretagne sont les suivantes :
| Nom                            | Localisation                     | Type                | Superficie en hectares |
| ------------------------------ | -------------------------------- | ------------------- | ---------------------- |
| Forêt de Paimpont              | Ille-et-Vilaine-Morbihan         | privée              | 9 000                  |
| Forêt du Gâvre                 | Loire-Atlantique                 | domaniale           | 4 490                  |
| Forêt de Lanouée               | Morbihan                         | privée              | 4 000                  |
| Forêt de la Guerche            | Ille-et-Vilaine                  | privée              | 3 211                  |
| Forêt de Quénécan              | Côtes-d’Armor et Morbihan        | privée              | 3 000                  |
| Forêt de Rennes                | Ille-et-Vilaine                  | domaniale           | 2 915                  |
| Forêt de Loudéac               | Côtes-d'Armor                    | privée et domaniale | 2 500                  |
| Forêt de Chevré                | Ille-et-Vilaine                  | privée et domaniale | 1 990                  |
| Forêt de Lorge                 | Côtes-d’Armor                    | privée              | 1 900                  |
| Forêt de Fougères              | Ille-et-Vilaine                  | domaniale           | 1 673                  |
| Forêt du Pertre                | Ille-et-Vilaine                  | privée              | 1 515                  |
| Forêt de Camors                | Morbihan                         | domaniale           | 1 372                  |
| Forêt du Cranou                | Finistère                        | domaniale           | 1 321                  |
| Forêt de Huelgoat              | Finistère                        | domaniale           | 1 167                  |
| Forêt de Liffré                | Ille-et-Vilaine                  | domaniale           | 1 075                  |
| Forêt de La Hunaudaye          | Côtes-d'Armor                    | domaniale           | 1 040                  |
| Forêt de Villecartier          | Ille-et-Vilaine                  | domaniale           | 978                    |
| Forêt d'Araize                 | Ille-et-Vilaine                  | privée              | 947                    |
| Forêt de Haute-Sève            | Ille-et-Vilaine                  | domaniale           | 843                    |
| Forêt de Carnoët               | Finistère                        | domaniale           | 750                    |
| Forêt de la Corbière           | Ille-et-Vilaine                  | domaniale           | 627                    |
| Forêt du Mesnil                | Ille-et-Vilaine                  | domaniale           | 603                    |
| Forêt de Montauban-de-Bretagne | Ille-et-Vilaine                  | domaniale           | 580                    |
| Forêt de Coëtquen              | Côtes-d’Armor et Ille-et-Vilaine | domaniale           | 558                    |
| Forêt de Pontcallec            | Morbihan                         | domaniale           | 542                    |
| Forêt du Theil                 | Ille-et-Vilaine                  | privée              | 400                    |

## Statistiques et évolution
Selon la base de données Corine Land Cover produite par le service de l’observation et des statistiques du Ministère de l'Écologie, du Développement durable et de l'Énergie, l’évolution entre 1990 et 2000 est la suivante :
| Nomenclature                                  | Surface en 1990 | Surface en 2000 |
| --------------------------------------------- | --------------- | --------------- |
| 3 Forêts et milieux semi-naturels             | 356 187         | 356 070         |
| 311 Forêts de feuillus                        | 171 013         | 168 596         |
| 312 Forêts de conifères                       | 78 386          | 72 487          |
| 313 Forêts mélangées                          | 45 516          | 43 936          |
| 324 Forêt et végétation arbustive en mutation | 23 697          | 33 888          |

| Nomenclature                                  | Surface en 1990 (22) | Surface en 2000 (22) | Surface en 1990 (29) | Surface en 2000 (29) | Surface en 1990 (35) | Surface en 2000 (35) | Surface en 1990 (56) | Surface en 2000 (56) |
| --------------------------------------------- | -------------------- | -------------------- | -------------------- | -------------------- | -------------------- | -------------------- | -------------------- | -------------------- |
| 3 Forêts et milieux semi-naturels             | 76 396               | 76 413               | 96 607               | 96 253               | 58 808               | 58 968               | 124 377              | 124 436              |
| 311 Forêts de feuillus                        | 47 865               | 46 996               | 42 161               | 42 256               | 33 844               | 34 521               | 47 143               | 44 822               |
| 312 Forêts de conifères                       | 10 917               | 11 160               | 12 301               | 12 004               | 14 804               | 15 435               | 40 363               | 33 888               |
| 313 Forêts mélangées                          | 9 011                | 9 397                | 9 458                | 9 190                | 6 150                | 5 926                | 20 897               | 19 423               |
| 324 Forêt et végétation arbustive en mutation | 4 465                | 4 775                | 9 996                | 10 385               | 2 980                | 2 056                | 6 255                | 16 672               |